# Chonji

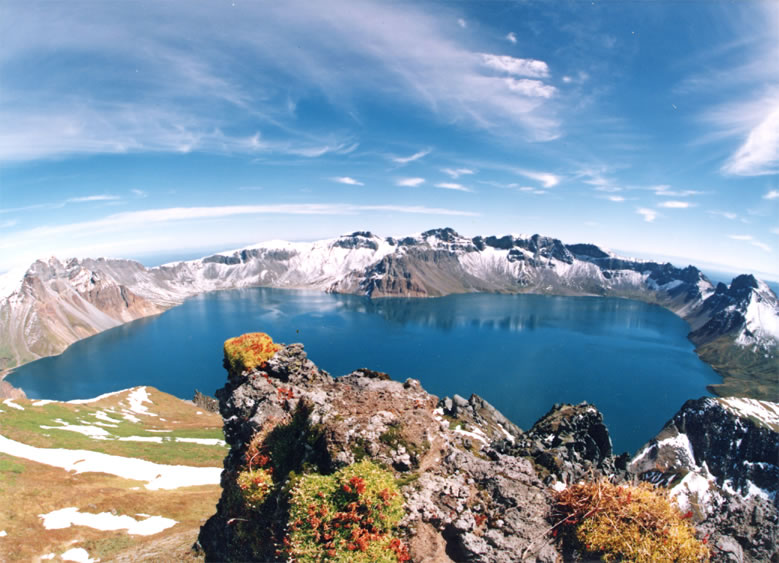
Chonji/Tianchi, Nordkorea/Kina

Chonji (koreanska: 천지), eller Tianchi på kinesiska, kratersjö på vulkanen Paektusan i bergskedjan Changbaibergen på gränsen mellan Nordkorea och Kina. Den kinesiska delen ligger i provinsen Jilin, 
Calderan som sjön befinner sig i skapades vid ett vulkanutbrott runt år 969 e.Kr. (± 20 år). Sjöns yta befinner sig på 2 189 m ö.h. och täcker 9,82 km². Medeldjupet är 213 m och den djupaste delen är 384 m. Från mitten av oktober till mitten av juni är sjön vanligen istäckt.
Enligt nordkoreansk historieskrivning föddes Kim jong-il i bergen nära sjön.
Vid ett antal tillfällen sedan 1903 har personer påstått sig ha sett ett sjöodjur i sjön.